# Frédéric Proust
Pour les articles homonymes, voir Proust (homonymie).
Frédéric Proust, né le 14 janvier 1963 à Niort, est un comédien, scénariste, auteur et réalisateur français.

## Filmographie

### Scénariste
- Auteur sur la série H pour Canal+.
- Co-créateur et auteur avec Bruno Nicolini, Alexandre Pesle, Jean-Paul Bathany et Éric Lavaine de la série Le 17 pour Canal+.
- Co-créateur, avec Bruno Nicolini, Alexandre Pesle et Jean-Paul Bathany de la série La Famille Guérin pour Canal+.
- A participé à la création et à l'écriture de la série Caméra Café (M6) et à la série Faut-il ? d'Éric Lavaine (Canal+).
- Auteur de la série Demain le Monde (Canal+) et Canal Presque (Canal+)
- Co-scénariste du film de Pierre-François Martin-Laval, Essaye-moi.
- Co-scénariste du film de Pierre-François Martin-Laval : King Guillaume.
- Co-scénariste du téléfilm Le Pot de colle de Julien Seri pour M6.
- Punchlineur sur le film "'Les Profs'" de Pierre-François Martin-Laval
- Scénario et dialogues de son 1er|film, "12 ans d'âge
- Auteur de la série Péplum pour M6
- Auteur de la pièce "Donnant donnant" en 2019 au Théâtre de Paris avec Marie Fugain, Loïc Legendre, Arnaud Gidoin et Juliette Meyniac, mise en scène Anne Bouvier.
- Co-scénariste de la série "Le Remplaçant", saison 3 avec Joey Starr.

### Acteur
- 1999 : Peau d'homme cœur de bête d'Hélène Angel : Caguette
- 2000 : H (série TV), épisode Une histoire de VRP
- 2000 : Petite Chérie d'Anne Villacèque : le vendeur de meuble
- 2003 : Rencontre avec le dragon d'Hélène Angel : Baron Léon de Courtenay
- 2004 : Demain le monde (TV) : Jacques Duclos
- 2005 : Quand les anges s'en mêlent : le commentateur sportif
- 2006 : Essaye-moi de Pierre-François Martin-Laval : Paul
- 2006 : Un ticket pour l'espace d'Éric Lartigau : le professeur Rochette
- 2008 : Coluche, l'histoire d'un mec d'Antoine de Caunes : Brice Lalonde
- 2009 : Safari d'Olivier Baroux : Becker
- 2009 : King Guillaume de Pierre-François Martin-Laval : Christine
- 2010 : Le Pot de colle de Julien Seri (TV) : Bouise

### Réalisateur
- 2012 :  Salut Benoit ma mère est morte Court métrage
- 2013 : 12 ans d'âge : avec François Berléand et Patrick Chesnais